# Efferia latiforceps
Efferia latiforceps är en tvåvingeart som först beskrevs av Stanley Willard Bromley 1928.  Efferia latiforceps ingår i släktet Efferia och familjen rovflugor. Inga underarter finns listade i Catalogue of Life.